# Pedoturbazione

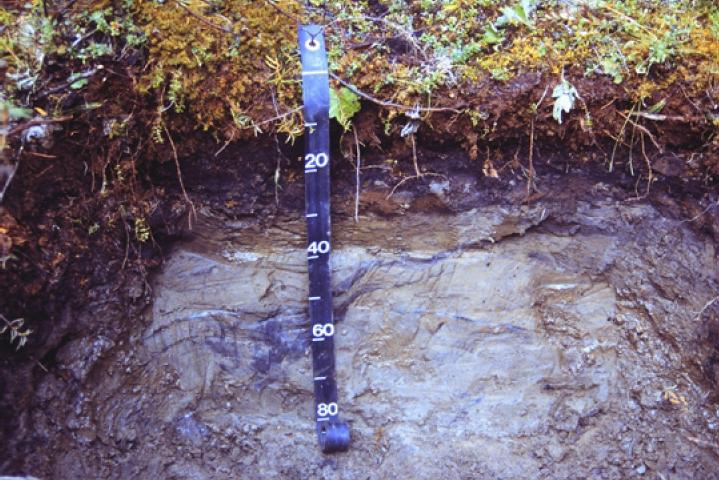
Un suolo di ambiente freddo con crioturbazioni.

Una pedoturbazione è un evento di natura meccanica che porta ad una modifica dell'andamento naturale della pedogenesi. Tali eventi possono avere molteplici cause, sia originate da organismi viventi che da agenti abiotici.

## Tipologie
Fra i principali tipi di pedoturbazioni, si possono annoverare:
- pedoturbazioni zoogeniche, causate dalla pedofauna: tipici esempi sono le gallerie scavate da animali come le marmotte e i cani della prateria (conosciute nella pedologia classica con il nome russo di krotovina), oppure le più piccole gallerie scavate dai lombrichi;
- pedoturbazioni fitogeniche, causate dalle piante. Tipicamente, sono causate dalle radici degli alberi che crollano al suolo sradicati, ad esempio, dal vento o dal peso della neve sui rami; il peso dell'albero in caduta "strappa" le radici dal suolo in cui affondano, provocando rimescolamenti e generazione di microrilievi;
- crioturbazioni, causate dall'azione del gelo. Consistono in un rimescolamento della matrice del suolo che risulta in fenomeni particolari quali, ad esempio, orizzonti spezzati o irregolari, accumulo di sostanza organica alla base dello strato attivo (cioè la parte di suolo interessata dall'alternanza gelo/disgelo), frammenti rocciosi orientati o interessati da accumulo di limo;
- contrazioni e rigonfiamenti, caratteristici dei vertisuoli ricchi di argille a reticolo espandibile: nei periodi umidi le argille assorbono acqua e si dilatano, generando microrilievi, mentre nei periodi secchi l'acqua viene espulsa dai reticoli cristallini, generando diminuzioni di volume che scaturiscono nella formazione di crepacciature, nelle quali cade sostanza organica che altrimenti resterebbe in superficie;
- soliflussioni, movimenti di suolo e sedimenti non pedogenizzati, saturi d'acqua, lungo i pendii, a causa della forza di gravità. Nei suoli molto porosi o fessurati si può avere anche ruscellamento sottosuperficiale (suffosione);
- cumulizzazioni: accumuli gravitativi (colluvium) di sedimenti già pedogenizzati, erosi a monte e successivamente ridepositati a valle;
- cristallopedoturbazioni, causate dalla crescita di cristalli di sali, come ad esempio il salgemma o il gesso;
- sismopedoturbazioni, causate dai terremoti;
- aeropedoturbazioni, causate dal movimento di sostanze gassose nel suolo.